# Бурая саранча
Бу́рая саранча́ (коричневая саранча, лат. Locustana pardalina) — вид африканской саранчи из подсемейства Oedipodinae семейства настоящих саранчовых. Является единственным видом в роде Locustana. Таксон описал Френсис Уокер в 1870 году как Locusta pardalina, Борис Петрович Уваров в 1921 году перенёс его в род Locustana. Обитает в области Кару на юге Африки, в Южно-Африканской Республике и Мозамбике. Один из наиболее опасных вредителей.